# آلان بيرغيرون
آلان بيرغيرون هو كاتب خيال علمي وكاتب للأطفال وكاتب كندي، ولد في 11 فبراير 1950 في باريس في فرنسا.